# Philemon moluccensis
El filemón moluqueño (Philemon moluccensis) es una especie de ave paseriforme de la familia Meliphagidae endémica de la isla de Buru en la islas Molucas.